# Ferredoxina

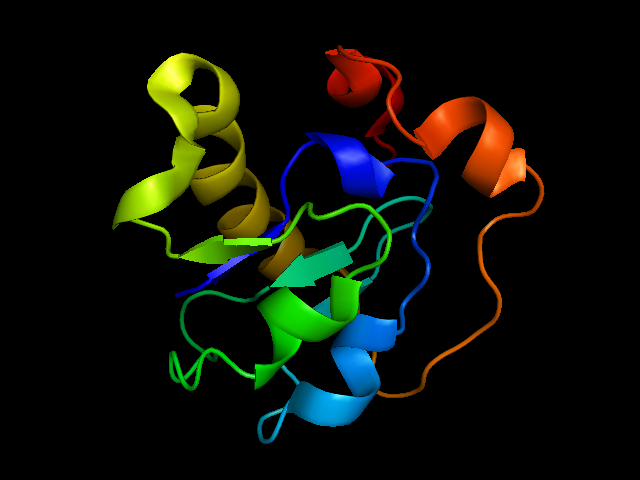
Estructura de una molécula de ferredoxina.

Las ferredoxinas (del latín ferrum, hierro, y de redox, acrónimo de oxidación-reducción) son unas proteínas hierro-azufre que intervienen en el transporte de electrones en algunas reacciones del metabolismo. Interviene en la fotofosforilación cíclica y acíclica durante la fotosíntesis. En el proceso de fotofosforilación no cíclica, la ferredoxina es el último aceptor de electrones y, con su oxidación, reduce a la enzima NADP+ reductasa; estos electrones proceden de la clorofila excitada mediante luz solar y la subsiguiente cadena de electrones.
Los primeros representantes del grupo fueron purificados por Mortenson, Valentine y Carnahan en 1962 a partir de la bacteria Clostridium pasteurianum; y por Tagawa y Arnon a partir de cloroplastos de espinaca.
En cuanto a su estructura proteica, el modelo realizado sobre la ferredoxina de la bacteria Peptococcus aerogenes muestra una estructura elipsoidal en la cual los átomos de hierro y azufre se encuentran en dos complejos con cuatro átomos de hierro, cuatro de azufre inorgánico y otros cuatro de azufre incluidos en aminoácidos de cisteína; concretamente, las cisteínas en posición 8, 11, 14 y 45 coordinan cuatro átomos de hierro en un complejo, y las presentes en 18, 35, 38, y 4, con otros cuatro en el segundo complejo. Además, existen dos grupos tirosina cuyos anillos aromáticos están expuestos al solvente.